# Bulbine foleyi
Bulbine foleyi là một loài thực vật có hoa trong họ Thích diệp thụ. Loài này được E.Phillips miêu tả khoa học đầu tiên năm 1917.